# Siegmund von Dietrichstein

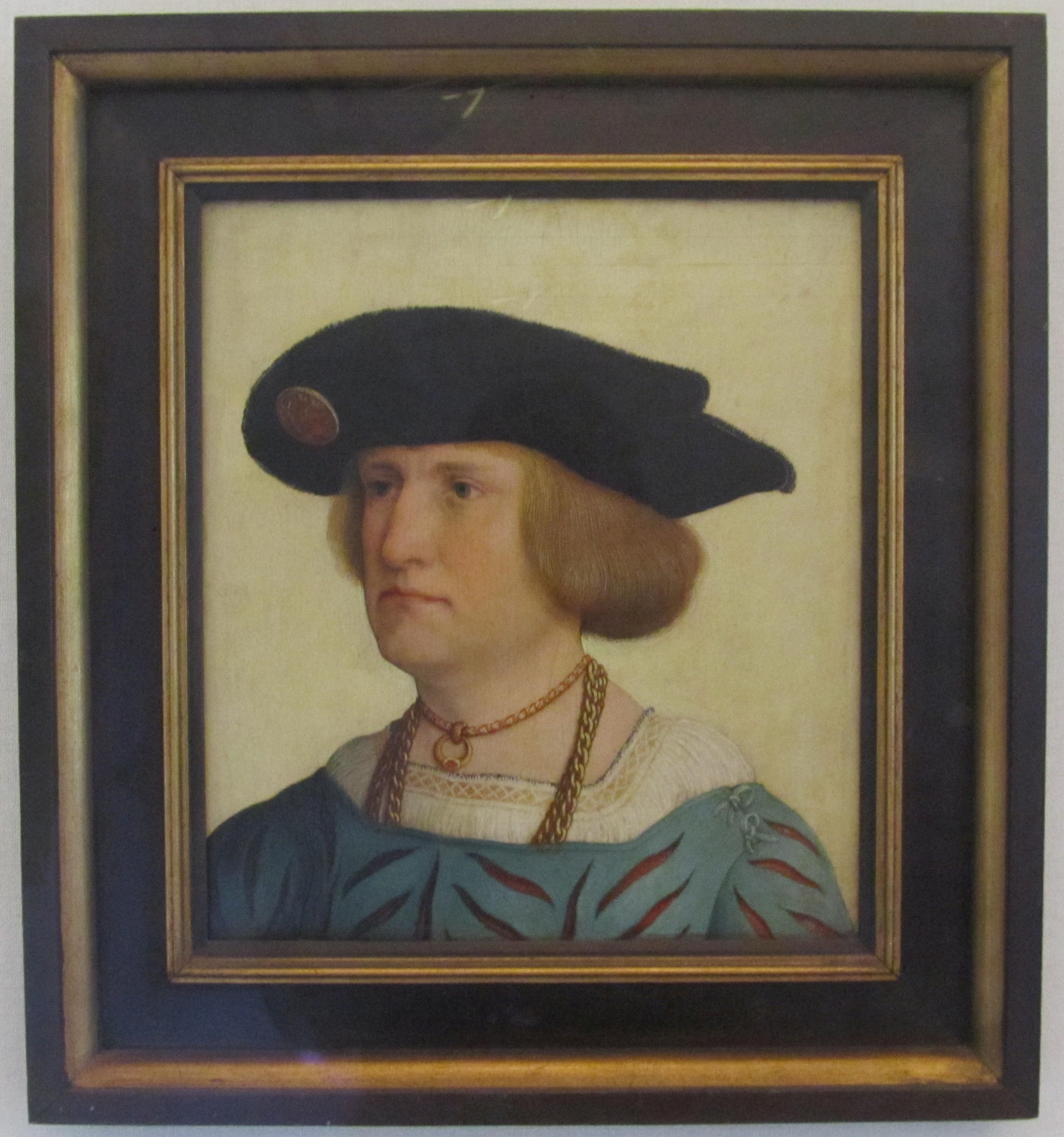
Siegmund von Dietrichstein auf einem Gemälde von Hans Maler zu Schwaz, 1515

Siegmund von Dietrichstein Reichsfreiherr zu Hollenburg Finkenstein und Thalberg (* 19. März 1484 auf Burg Hartneidstein bei Wolfsberg (Kärnten); † 19. Mai 1533 in Finkenstein am Faakersee (Kärnten)) war ein österreichischer Adeliger, Offizier, kaiserlicher Rat, Erbmundschenk im Herzogtum Kärnten, Landeshauptmann im Herzogtum Steiermark von 1515 bis 1530 und Statthalter der innerösterreichischen Lande. Er war u. a. Herr der Herrschaften Hartberg, Pfannberg, Burg Kammerstein, Ehrnau, Arnfels, St. Paternion, Wachseneck und Aspang. Siegmund war ein Günstling von Kaiser Maximilian I., den ein Gerücht zu seinem Vater machte, der jedoch sein Schwiegervater war, weil er eine außereheliche Tochter von ihm geheiratet hatte. Er genoss auch das Vertrauen von Erzherzog Ferdinand I.

## Herkunft
Siegmund entstammt dem österreichischen Uradelsgeschlecht der von Dietrichstein und war ein jüngerer Sohn des Pankraz von Dietrichstein und der Barbara Gössl von Thurn. 

## Leben

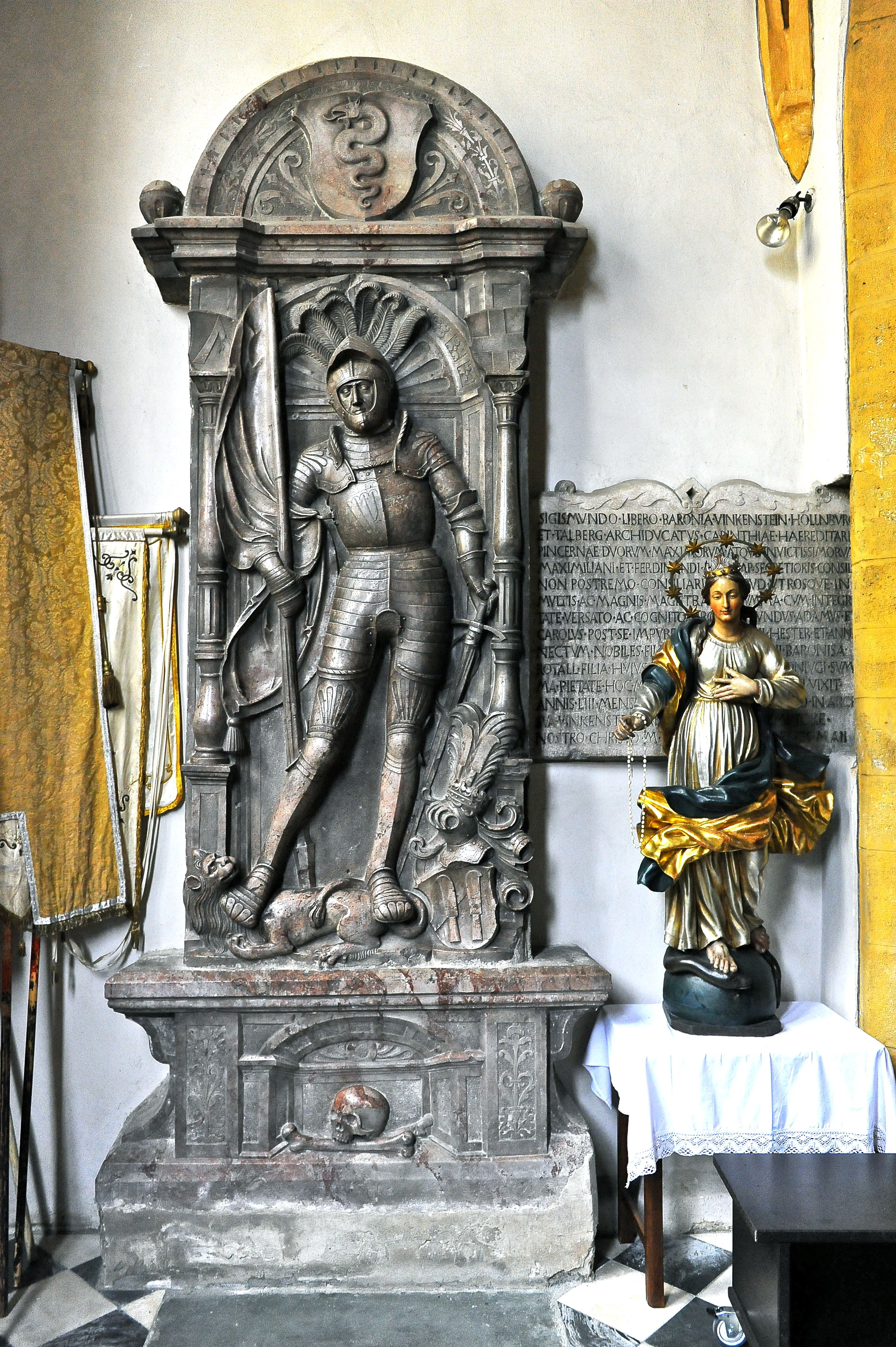
Grabmal in der Dreifaltigkeitskapelle der Villacher Stadtpfarrkirche Sankt Jakob

Er kam früh an den Hof von Kaiser Maximilian I., der ihn „wie einen Sohn“ in jeder Hinsicht förderte. Er machte ihn zum kaiserlichen Obersilberkämmerer, übertrug ihm 1508 pfandweise Schloss und Herrschaft Finkenstein in Kärnten und im gleichen Jahr das Schloss Lankowitz bei Graz um 4000 Gulden, gab ihm 1509 die Pflegschaft der Herrschaft Schmierenberg bei Marburg (Maribor) und im gleichen Jahr pfandweise die Herrschaft Burg Hollenburg in Kärnten. Im Jahr 1513 übertrug er ihm das Amt Lavamünd samt dem Markt in Pflegschaft und verkaufte ihm laut Revers vom 12. Februar Herrschaft, Schloss und Stadt Gmünd in Kärnten um 28.000 Gulden. Am 8. Juli 1514 erhob Kaiser Maximilian Siegmund von Dietrichstein und alle ehelichen Leibserben in den Freiherrnstand des Heiligen Römischen Reiches. Am 25. Jänner 1515 verkaufte der Kaiser ihm die Herrschaften Arnfels bei Marburg, Aspang-Markt und Feistritz in Niederösterreich.
Sigismund bewährte sich nicht nur als Landeshauptmann der Steiermark und als Statthalter von Innerösterreich, sondern auch als Offizier. So 1514 im Krieg gegen die Venezianer. Im Jahr 1515 begann in der Untersteiermark, im heutigen Slowenien bei Gonnowitz ein Aufstand windischer (slowenischer) Bauern, die sich im Windischen  Bundschuh unter der Devise za staro pravdo („für das alte Recht“) zusammengeschlossen hatten, um nach den zahlreichen Angriffen von Türken und Ungarn gegen die wachsenden Türkensteuern zu protestieren. Mangels Konzessionen kam es zu Plünderungen von Kirchen und Klöstern und zur Zerstörung von Burgen. Das sich der Bewegung auch Bauern aus Krain und Kärnten anschlossen waren schließlich fast 80.000 Bauern im Aufstand. Um die Ordnung wiederherzustellen, sammelte Siegmund von Dietrichstein – unterstützt von Georg von Herberstein – Truppen und zog den Rebellen mit 850 Reitern und fünf Regimentern Fußvolk über Pettau (Ptuj) entgegen. Durch einen überraschenden Überfall auf das Lager der Aufständischen bei Rain konnten diese im September 1516 besiegt und vertrieben werden. Als Landeshauptmann von Steiermark stiftete am 22. Juni 1517 die Bruderschaft des Heiligen Christoph wider das Trinken und Fluchen.
Nach dem Tod seines Wohltäters, Kaiser Maximilian im Jahre 1519, wollte sich Siegmund – auch wegen Anfeindungen verschiedener Gegner – ins Privatleben zurückziehen, wurde jedoch von Erzherzog Ferdinand I. an den Hof zurückgerufen. Dadurch hatte er auch die Aufgabe, als Stellvertreter von Ferdinand I. – am 11. Dezember 1520 in Innsbruck an der Trauungszeremonie mit dessen Braut, der Prinzessin Anna von Böhmen und Ungarn mitzuwirken. Beim Beilager des Brautpaares am 25. Mai 1521 in Linz nahm er als Obersthofmeister der neuen Erzherzogin teil. Am 24. Oktober 1523 gab er die Herrschaft Arnfels an Erzherzog Ferdinand zurück.
Zur gleichen Zeit, als in Schwaben, Franken und im Rheinland Bauernaufstände ausgebrochen waren, kam es 1525 auch in der Steiermark und in Salzburg zu Aufständen, wodurch Fürsterzbischof Matthäus Lang von Wellenburg in der Festung Hohensalzburg eingeschlossen wurde. Dietrichstein, der wegen seines erfolgreichen Vorgehens bei den Bauernaufständen in der Steiermark berühmt war, versuchte mit 5000 Mann über Schladming und Radstadt vorzudringen, um die Festung Hohenwerfen zu besetzen. Dies scheiterte jedoch an einer Meuterei seiner Truppen, die keinen Sold erhalten hatten. Mit Mühe gelang es ihm, Schladming zu besetzen. Wenig später wurde er jedoch von den aufständischen Bauern des Salzburger Bundes unter Führung des Michael Gruber von Bramberg am 3. Juli 1525 frühmorgens in Schladming überfallen, gefangen genommen und nach Werfen abgeführt. Nur knapp entging er dank seiner Landsknechte der Hinrichtung, wurde jedoch wegen seiner Bemühungen um Herstellung des Friedens bald wieder freigelassen. Daher konnte schon am 31. August 1525 im Feldlager vor Salzburg ein Vertrag unterzeichnet werden, durch den der Bauernführer Gruber die Waffen niederlegte. Erst Niklas von Salm, der 1529 die Erste Wiener Türkenbelagerung abgewehrt hatte, warf den Bauernaufstand mit Härte nieder.
Im gleichen Jahr erbte er über seine Frau die Pfandschaft über Mödling in Niederösterreich und die Herrschaft Talberg bei Graz. Am 25. März 1528 kaufte Siegmund von König Ferdinand I. die steirische Herrschaft Kammerstein um 20.000 Gulden und am gleichen Tag die Herrschaft Pfannberg mit dem Markt Semriach um 14.258 Gulden. Am 8. Jänner 1530 tauschte er vom König die Stadt und das Schloss Hartberg bei Graz gegen die Herrschaft Eberau (Bezirk Güssing, Burgenland, Monyorókerék) und 8000 Gulden ein und kaufte 1530 vom Stift Vorau das Schweighoferamt.
Er starb am 19. Mai 1533 auf Burg Finkenstein und wurde in Villach in der St. Jakobskirche bestattet, obwohl er nach dem Testament Kaiser Maximilians I. von 1519 in der Burg in Wiener Neustadt zu den Füßen des Kaisers beigesetzt werden sollte.

## Familie und Nachkommen
Er heiratete in Wien, am 22. Juli 1515, Barbara von Rottal Freiin zu Talberg, eine außereheliche Tochter von Kaiser Maximilian. Deren Sonderstellung wird durch das Festmahl anlässlich der Trauung unterstrichen, bei dem angeblich 300 Speisen aufgetragen wurden und an dem auch Kaiser Maximilian, König Sigismund I. der Alte von Polen, König Ladislaus II. von Ungarn, der ungarische Kronprinz Ludwig, dessen Schwester Anna, die Herzoge Heinrich von Braunschweig, Wilhelm IV. und Ludwig X. von Bayern, Albrecht VII. von Mecklenburg, sowie Kasimir Markgraf von Brandenburg-Kulmbach, der Fürsterzbischof von Salzburg, Leonhard von Keutschach, und der Bischof von Regensburg, Johann III. von der Pfalz, und zahlreiche andere Magnaten teilnahmen. 
Aus seiner Ehe hatte Siegmund unter anderen zwei Söhne:
- Siegmund Georg (1526–1593), welcher Protestant wurde, und
- Adam (1527–1590)

Die Brüder teilten den Hollenburgischen Stamm in zwei Äste, den österreichischen, welcher 1651 in den Reichsgrafenstand und 1684 in den Reichsfürstenstand erhoben wurde und 1861 mit Johann Duclas im Mannesstamm erlosch, und den Nikolsburger oder fürstlichen Ast.

## Denkmünze
Anlässlich seiner Vermählung mit Barbara von Rottal 1515 wurden Medaillen von Ulrich Ursenthaler im Halbtalergewicht hergestellt, die Siegmund im Harnisch und seine Gemahlin im Brustbild, jeweils mit namentlicher Umschrift, tragen.